# Баліторові
Баліторові, або річкові слижі (Balitoridae) — родина прісноводних риб ряду коропоподібних.
Поширені на території Євразії. Зустрічаються у швидкоплинних гірських річках Індії, Південно-Східної Азії (включаючи острови Суматра, Ява та Калімантан) і Китаю (включаючи Тайвань).
Ці риби мають сплощені тіло та голову, кінцевий, спрямований донизу рот, три пари вусиків біля рота. Грудні та черевні плавці збільшені, зорієнтовані горизонтально й модифіковані в присоски.
Родина складається з 17 родів:
- Balitora Gray, 1830
- Balitoropsis Smith, 1945
- Bhavania Hora, 1920
- Cryptotora Kottelat, 1998
- Dienbienia Nguyen & Nguyen, 2002
- Ghatsa Randall & Page, 2015
- Hemimyzon Regan, 1911
- Homaloptera van Hasselt, 1823
- Homalopteroides Fowler, 1905
- Homalopterula Fowler, 1940
- Jinshaia Kottelat & Chu, 1988
- Lepturichthys Regan, 1911
- Metahomaloptera Chang, 1944
- Neohomaloptera Herre, 1944
- Pseudohomaloptera Silas, 1953
- Sinogastromyzon Fang, 1930
- Travancoria Hora, 1941

Раніше родина Balitoridae включала значно більше родів, зокрема ті, що зараз належать до родин Nemacheilidae, Gastromyzontidae, Ellopostomatidae, Vaillantellidae, Serpenticobitidae, Barbuccidae.